# Aricidea catherinae
Aricidea catherinae är en ringmaskart som beskrevs av Laubier 1967. Aricidea catherinae ingår i släktet Aricidea och familjen Paraonidae. Arten är reproducerande i Sverige. Inga underarter finns listade i Catalogue of Life.